# Nickelodeon Kids’ Choice Awards 2005
18. gala Nickelodeon Kids’ Choice Awards odbyła się 9 kwietnia 2005 roku. Prowadzącym galę był Ben Stiller.

## Prowadzący
Ben Stiller

## Nominacje

### Film

#### Najlepszy film
- Iniemamocni (zwycięstwo)
- Harry Potter i więzień Azkabanu
- Shrek 2
- Spider-Man 2

#### Najlepszy aktor
- Adam Sandler (50 pierwszych randek) (zwycięstwo)
- Jim Carrey (Lemony Snicket: Seria niefortunnych zdarzeń)
- Tim Allen (Święta Last Minute)
- Tobey Maguire (Spider-Man 2)

#### Najlepsza aktorka
- Hilary Duff (Historia Kopciuszka) (zwycięstwo)
- Drew Barrymore (50 pierwszych randek)
- Halle Berry (Catwoman)
- Lindsay Lohan (Wredne dziewczyny)

#### Najlepszy dubbing filmu animowanego
- Will Smith (Oscar, Rybki z ferajny) (zwycięstwo)
- Cameron Diaz (Księżniczka Fiona, Shrek 2)
- Eddie Murphy (Osioł, Shrek 2)
- Mike Myers (Shrek, Shrek 2)

### Muzyka

#### Najlepsza piosenka
- Burn (Usher) (zwycięstwo)
- My Boo (Usher i Alicia Keys)
- Lose My Breath (Destiny’s Child)
- Toxic (Britney Spears)

#### Najlepsza grupa muzyczna
- Green Day (zwycięstwo)
- The Black Eyed Peas
- Destiny’s Child
- OutKast

#### Najlepsza piosenkarka
- Avril Lavigne (zwycięstwo)
- Alicia Keys
- Beyoncé
- Hilary Duff

#### Najlepszy piosenkarz
- Usher (zwycięstwo)
- Chingy
- Nelly
- LL Cool J

### Telewizja

#### Najlepszy film
- Idol (zwycięstwo)
- Nieustraszeni
- Lizzie McGuire
- Drake i Josh

#### Najlepsza aktorka telewizyjna
- Raven-Symoné (Świat Raven) (zwycięstwo)
- Alyssa Milano (Czarodziejki)
- Eve (Eve)
- Hilary Duff (Lizzie McGuire)

#### Najlepszy aktor telewizyjny
- Romeo (Romeo!) (zwycięstwo)
- Ashton Kutcher (Różowe lata siedemdziesiąte)
- Bernie Mac (The Bernie Mac Show)
- Frankie Muniz (Zwariowany świat Malcolma)

#### Najlepsza kreskówka
- SpongeBob Kanciastoporty (zwycięstwo)
- Ed, Edd i Eddy
- Wróżkowie chrzestni
- Simpsonowie

### Sport

#### Najlepszy sportowiec
- Tony Hawk (zwycięstwo)
- Alex Rodriguez
- Mia Hamm
- Shaquille O’Neal

### Pozostałe kategorie

#### Najlepsza gra wideo
- Shrek 2 (zwycięstwo)
- Scooby Doo 2: Monsters Unleashed
- Spider-Man 2
- Rybki z ferajny

#### Najlepsza książka
- Seria niefortunnych zdarzeń (zwycięstwo)
- A Wrinkle in Time
- Harry Potter
- Holes